# 上李屋邨
上李屋邨，正式名稱為上李屋（英語：Sheung Li Uk），是香港房屋協會首個出租屋邨，以及全香港首兩個發展的公營房屋之一（另一個是由香港模範屋宇會興建的北角模範邨）。該屋邨位於九龍深水埗區東北部的保安道、順寧道東端一帶，第一期共四幢樓宇在1952年8月落成，9月11日正式開幕，建立的時間比起由港府興建，在上李屋附近的石硤尾徙置區（今石硤尾邨，1954年落成）還要早兩年。1958年2月，加建一座大廈，使屋邨樓宇座數增為五座。該屋邨落成時開放予市民申請並獲得超額認租，不少人因搶不到而失望而回。另外，雖然為全港首批公屋之一，但因房協委員鄔勵德的主張下，本邨所有單位均設有獨立廚廁，而這個主張是為「鄔勵德原則」。不過由於樓宇老化，房協於1990年決定將上李屋清拆，原址重建成樂年花園。

## 屋邨結構
上李屋邨總共有五座長型大廈，佔地近9,300平方公尺，合共提供360個單位，容納達1,900名租戶，建築成本為250萬港元，當時港府以市值三分之一的地價撥交房協，並提供了40年低息貸款。其中A、B、C、D座於1952年落成，單位分甲種大型單位（供四至六人家庭用）和乙種小型單位（供四人以下家庭用），僅前者有獨立廚房及廁所；而E座則於1958年落成，是房協為試驗興建工人住宅而加建，每個單位則皆有獨立廚房及廁所。在A至D座當中，每座大廈有五至六層樓，而每層樓至少有十個單位，即每座大廈至少有50個單位，至於E座就有90個單位。除了上述的獨立廚廁外，每戶不單有獨立門戶，還有六扇鋼窗及附設小露台以供晾曬衣物。
這個內部設計安排，是依據後來歷任房協執行委員和工務司的工務局總建築師鄔勵德提議，並由T.S.C.Feltham建築師設計，鄔勵德當時主張除了公共房屋的建築物需要足夠的採光和空氣流通，更重要的是為居民提供獨立廚廁。這個主張後來得到房協接納，並應用在部份房協發展項目，是為「鄔勵德原則」，不過後來的徙置區卻因成本問題、興建急切和空間不足而未能應用。

## 屋邨資料

### 歷代樓宇
以下是上李屋邨內的歷代樓宇，全部現已拆卸重建。
| 樓宇名稱 | 落成年份 | 拆卸年份 | 建築師        | 重建後建築 | 安置屋邨 |
| -------- | -------- | -------- | ------------- | ---------- | -------- |
| A座      | 1952年   | 1990年   | T.S.C.Feltham | 樂年花園   | 家維邨   |
| B座      | 1952年   | 1990年   | T.S.C.Feltham | 樂年花園   | 家維邨   |
| C座      | 1952年   | 1990年   | T.S.C.Feltham | 樂年花園   | 家維邨   |
| D座      | 1952年   | 1990年   | T.S.C.Feltham | 樂年花園   | 家維邨   |
| E座      | 1958年   | 1990年   | T.S.C.Feltham | 樂年花園   | 家維邨   |

## 歷史

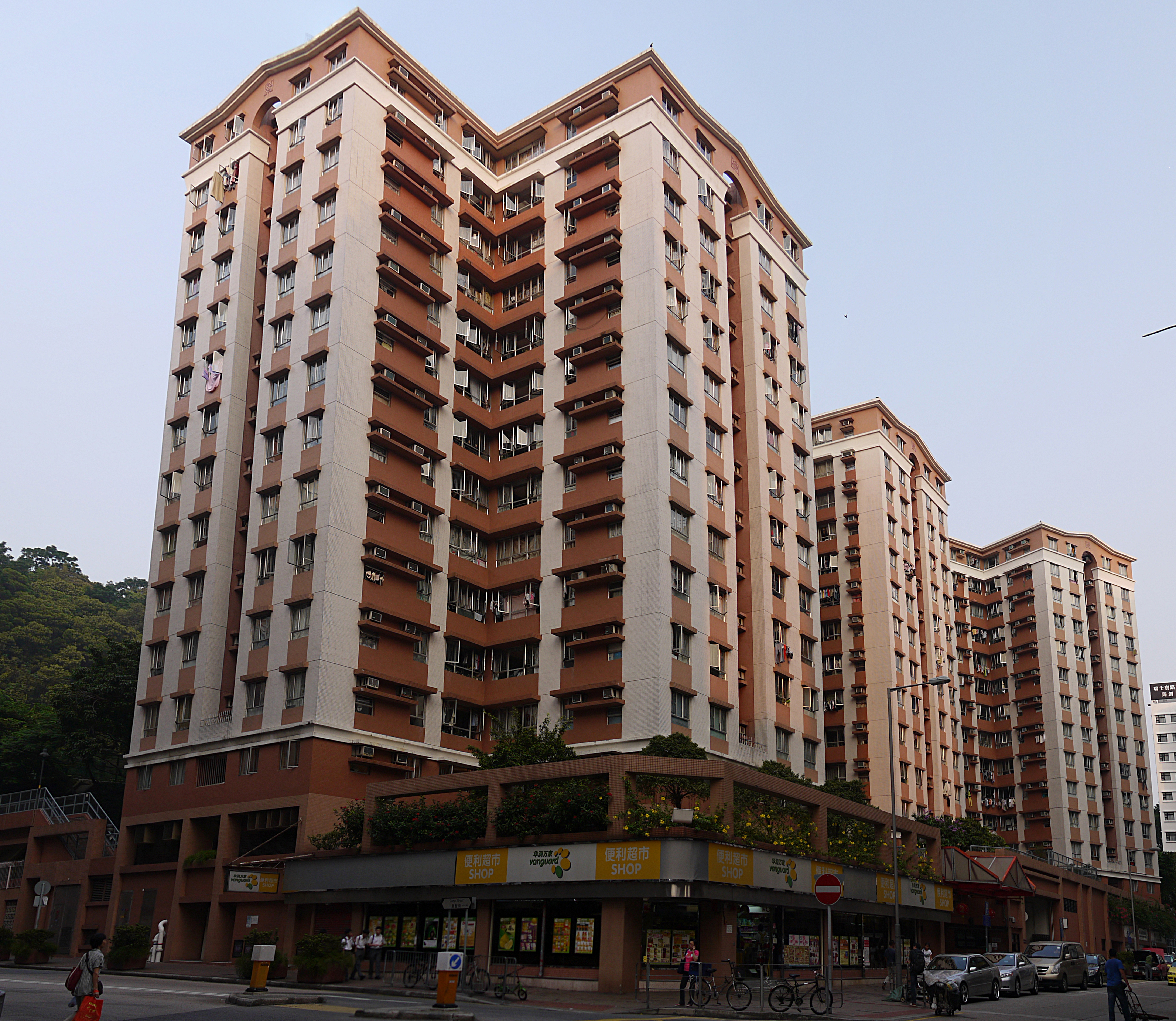
上李屋邨的現址已重建為樂年花園。

自第二次國共內戰開始，大量來自中國大陸的移民湧入香港，人口大增下造成嚴重住屋問題，而大批移民現象衍生出不少寮屋。港府為鼓勵私人機構或團體可以多建房屋，自1946年中開始以「私人協約」方式，邀請他們提出非牟利建屋方案，獲港府批准後便可透過優惠地價獲得土地建屋，這個政策除了促使不少建屋合作社的成立外，後來更吸引房協、香港模範屋宇會、香港平民屋宇有限公司和香港經濟屋宇會等機構響應。
上李屋邨的選址，原本是前上李屋村位於大埔道和青山道之間一帶的木屋區之部份用地，房協興建時便沿用「上李屋」此名，但傳媒為區分上李屋村木屋區、房協出租單位及後來的徙置大廈，普遍使用「上李屋村平民屋／平民大廈」或「上李屋邨」等通稱。房協於1948年成立並著手覓地建屋，在得到英國殖民地部的支持及香港政府發展基金撥款後，便計劃在這裡初試啼聲，興建逾三百個單位。不過，由於附近上李屋村有太多所謂的「霸王屋」，即佔據官地的房屋，而港府沒有相關法例去即時取締，故此房協只能略縮規模並四幢興建平民屋，直到港府到1952年平民屋興建期間，分別設立《1952年緊急（立即收回土地）規則》、《1952年緊急（徙置區）規則》、及修訂《1948年公共衛生（潔淨規定）規則》，這些「霸王屋」才被加速拆掉。
當年上李屋A至D座共270個單位，每個單位不連差餉的每月租金為大型單位70港元、小型單位56港元，並於1952年5月20日起開始接受租住申請，市民若在香港住滿五年、有固定入息、屬於三至七人的家庭者，便有資格申請，戰前在港居住或在港出生及低收入者優先。不過自開放申請以來到落成為止，共收到約六千份申請，即至少22戶競爭一戶，情況激烈。就算連公務員，尤其是警員和便衣探員，都因為所屬機關自有宿舍提供，而不獲房協酌情處理。雖然不少人因搶不到而失望而回，但獲房協保留申請資格，在日後建築項目中再行予以分配。經過一段時間籌備，上李屋項目終在同年8月落成，9月11日下午四時半舉行啟鑰典禮，由署理港督、時任輔政司柏立基主持。
自石硤尾大火後，港府為解決木屋區火災風險，便在房協上李屋附近的上李屋村土地開始興建多座七層徙置大廈，並遷拆區內數千間大小木屋。而徙置區第一期建築地基工程也於1955年5月10日開始，落成後成為李鄭屋徙置區，即今日的李鄭屋邨。1955年底，邨內加建一個公共會堂，房協又同時宣佈自落成以來首次減租，甲種大型單位租戶租金（含差餉，下同）從原來每月85港元減至80港元，而乙種小型單位則從67港元減至61港元，減幅均逾半成，10月1日生效。1957年8月17日，房協宣佈屋邨旁邊加建一幢樓宇，即為後來的E座，主要供低收入者入住，月租最低每月45港元，翌年2月28日宣告開始入伙。1959年，房協再次推出少部份單位供在港住滿三年者申請，以當時四至七人單位的租金計為每月53至80港元。
上李屋規模不大而且單位數目不多，但單位內部設計和周邊設施較為齊全，比起鄰近的石硤尾邨和李鄭屋邨徙置大廈，質素較為優勝。而上李屋落成後，房協開始了長達數十年的公營房屋發展，並沿用前者的內部設計安排（鄔勵德原則）在港九各區興建房屋，提供徙置屋邨、香港屋宇建設委員會廉租屋邨和日後的政府廉租屋以外的房屋選擇，其後隨著市區發展，石硤尾和李鄭屋徙置區都相繼重建。

## 社區環境

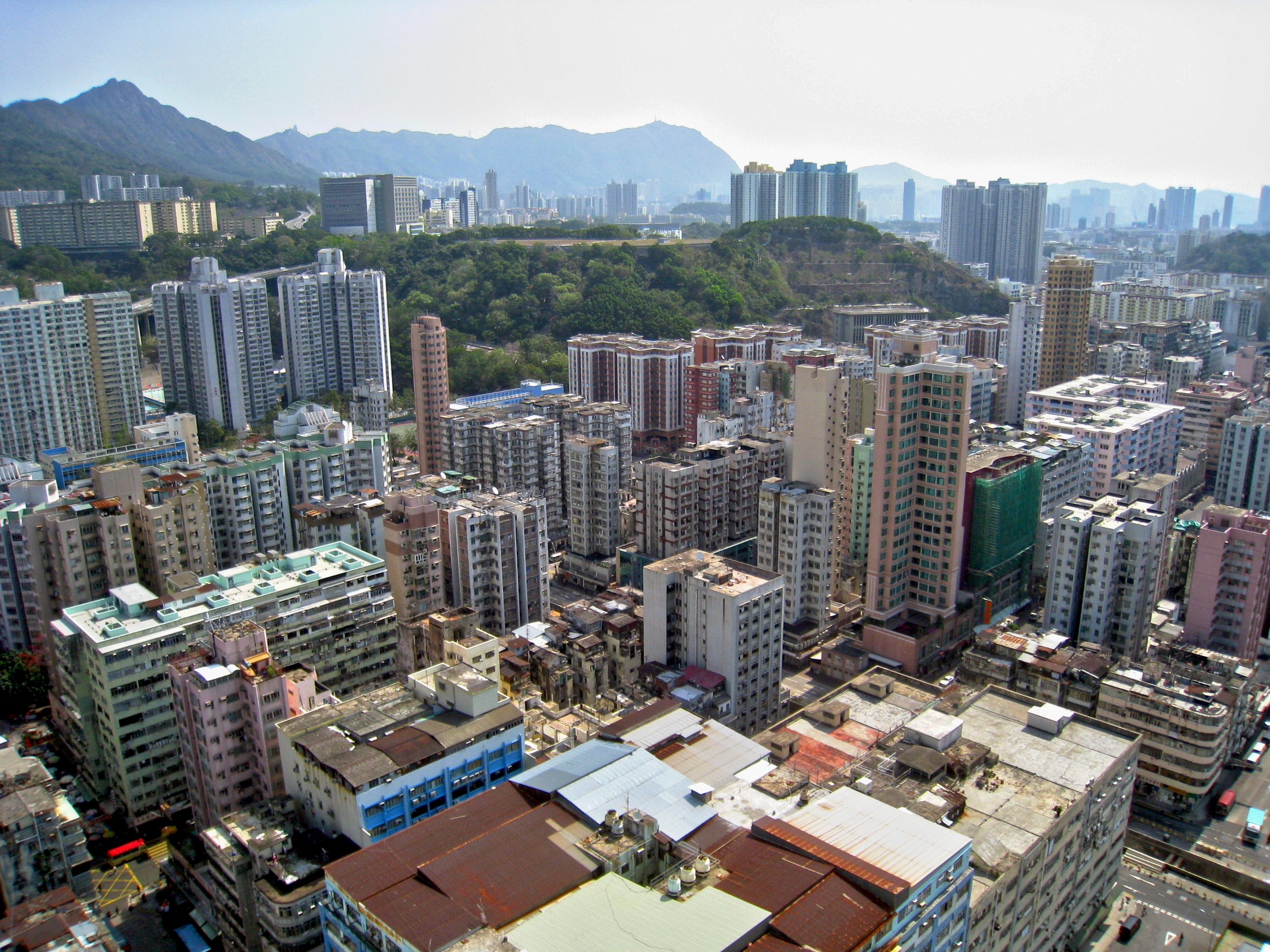
上李屋邨原址所在的深水埗市區發展成熟，圖片中央棕、白色相間，背靠後山的樓宇是上李屋重建後的樂年花園，左邊後方數幢白色高樓，即為重建後的李鄭屋邨。

上李屋邨位處九龍市區，交通配套上已經成熟，而且鄰近大埔道一帶的山區，環境上都較為清幽。屋邨內設有一些休憩設施，例如沙地和球場等，有住過上李屋的居民在2018年因應房協成立70周年接受香港01訪問，表示上李屋鄰里關係很好，在日間時單位正門大門，經常有小朋友在走廊或室外玩耍，而婦女亦不時聚集打麻將；當年更有房協女性職員「收租姑娘」，在每月底逐家逐戶收租，居民也會等候迎接，鮮少有不交租的事件。
上李屋落成初期，鄰近的李鄭屋村木屋區因為是從舊李、鄭氏兩鄉村發展而來，而且戰後大量移民湧入，已自有一個大型的半自給自足的社群，之後李鄭屋於1955年只用八星期變為港府規劃下的徙置區後，周圍昔日混亂的環境已大為改善，同時設有天台小學等教育設施。1966年10月14日下午四時半，位於上李屋隔鄰的上李屋花園由市政局李有璇議員主持下開幕，設有花園、涼亭、籃球場及排球／羽毛球兩用場地等，為上李屋一帶的居民提供基本的康樂設施，這花園直到現在還仍然存在。自李鄭屋和石硤尾相繼重建後，周圍已變為密度較高的新型房屋，同時亦有新式街市、圖書館、體育館等設施，例如於1988年6月4日開幕，在寶麗苑基座的保安道市政大廈。

## 重建
1990年4月16日，房協宣佈動用4.6億港元（建築費3.8億港元、補地價0.8億港元）將日漸老化的上李屋邨清拆，重建成七幢13層樓高的出租及出售混合住宅，提供共728個單位，並計劃沿用「上李屋」這個名稱。受影響的住戶一早從1988年起，已獲安排遷住紅磡家維邨安置，選擇不遷入家維邨而外找地方暫住的，亦可優先購買重建後的單位；房協稱在兩年的安置期間居民相當合作，願意接受遷出安排，因此所有單位於1990年3月底搬離，5月開始清拆工程，原預期於1992年4月落成。而市政局也永久讓出附近的上李屋花園小部份用地，方便房協在重建期間設立行人天橋供日後屋苑內連接之用，但條件是房協需要自費為上李屋花園進行改善工程。重建工程最終如計劃一樣完成，不過名稱沒有沿用「上李屋」名稱，而是借用房協創辦人之一兼前主席龔樂年之名，重新命名為樂年花園，而原本的出租及出售混合發展變為全部出售，入伙期延至1995年7月。

## 影響
上李屋邨是房協首個公共屋邨，以及全香港首兩個發展的公屋之一，另一個是位處香港島北角英皇道，由香港模範屋宇會興建的模範邨，該建屋團體由J·H·律敦治、周錫年等人在1950年7月發起成立，並隨即獲港府撥地建屋。雖然直到今日港府仍將石硤尾大火視為香港公屋歷史的起點，但這是1953年尾的事情，而且港府早於1951年展開「徙置平房區計劃」，並於翌年1月公佈近廿個徙置地點，顯示政府一早注視住屋問題卻推行進度緩慢，只是石硤尾大火加速徙置區發展和促成石硤尾邨的誕生。
在上李屋開始發展同時，模範邨也在興建當中，原規劃有七座大廈，首兩幢大廈A及B座於1952年3月建成，並開放予合資格人士申請，並於5月起開始入伙，時間上略早於上李屋，但到1955年4月才建成其中五幢，整條屋邨要到翌年才全數完成，比後者更遲。這兩條屋邨提供的單位不多，但租金相對其他住屋較為低廉，也令港府意識到興建多層大廈可以用較小土地安置大量人口，經濟效益明顯，後來的首批徙置區都因而以七層大廈為主。
自「鄔勵德原則」應用在上李屋之後，雖然未能套用在徙置區，但鄔勵德亦提出在徙置大廈天台設課室（天台小學雛型）、地下設商店等建議，這些提議之後都化為現實，改善了日後基層生活。房協於1953年邀請鄔勵德加入執行委員會，為發展公共房屋給予意見，後來房協為表揚鄔勵德，將1976年落成的香港島大坑新公屋命名為勵德邨。